# Pieris japonica
Pieris japonica là một loài thực vật có hoa trong họ Thạch nam. Loài này được (Thunb.) D. Don ex G. Don miêu tả khoa học đầu tiên năm 1834.

## Hình ảnh

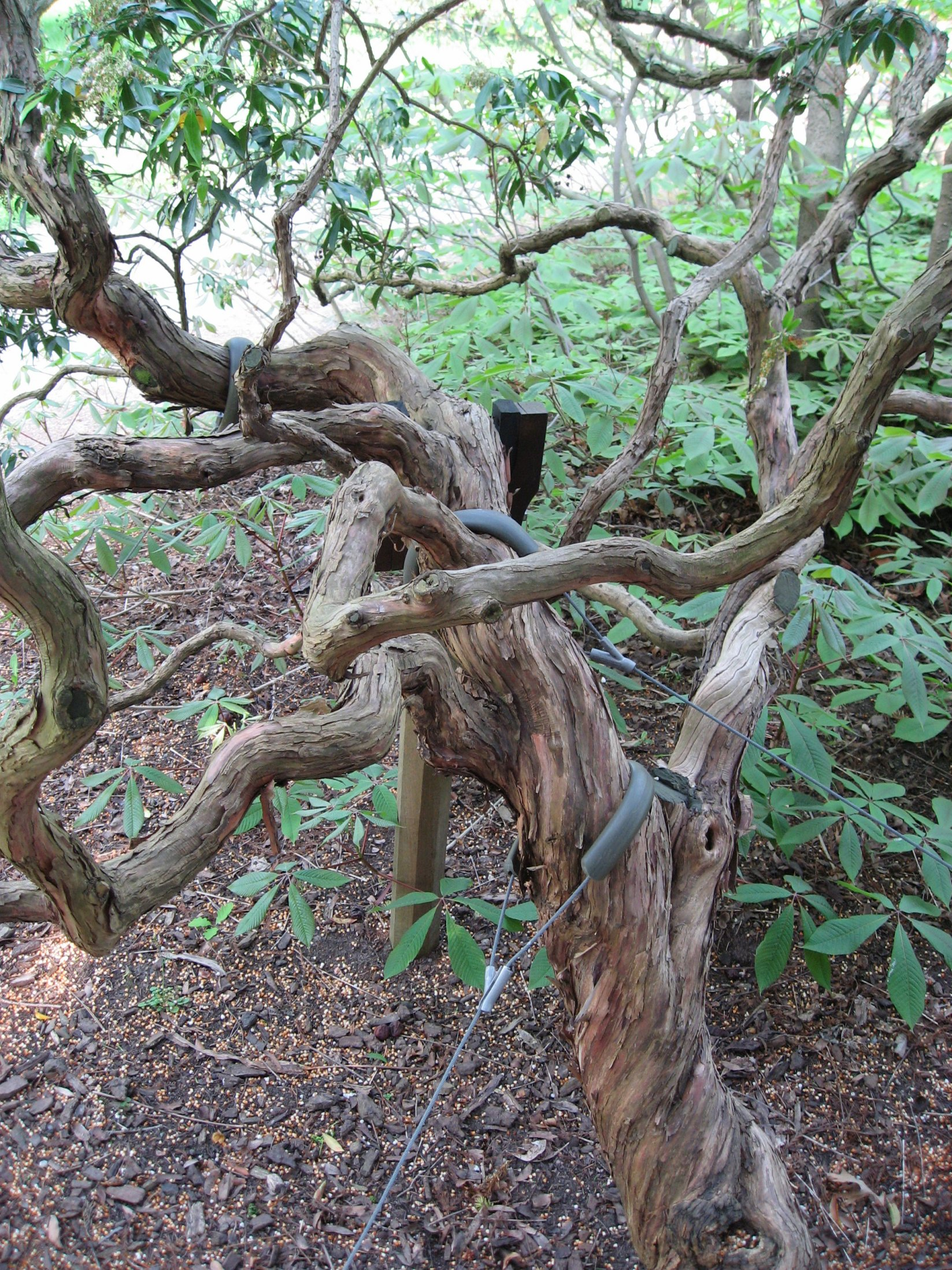
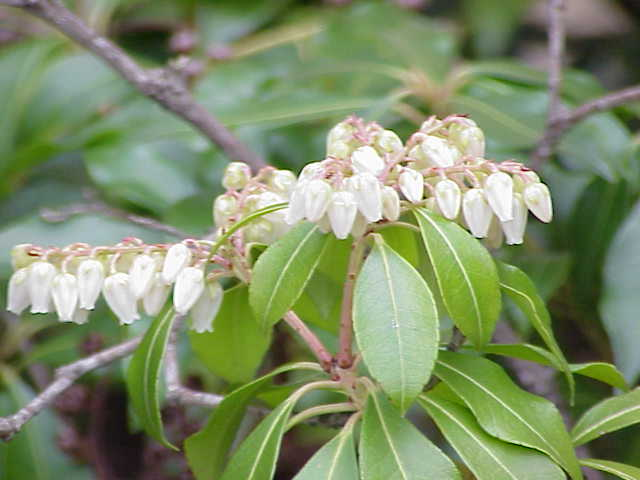
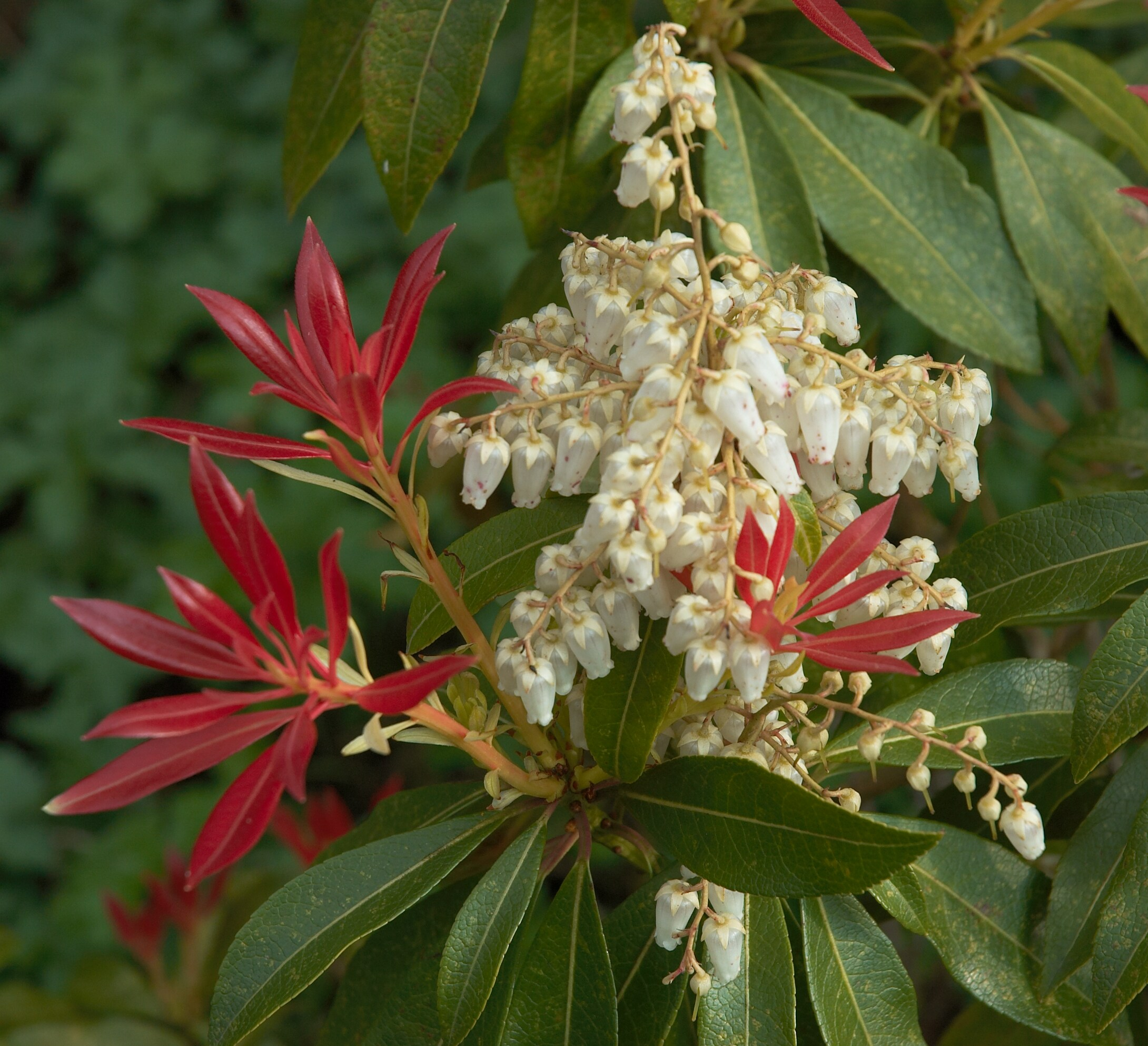
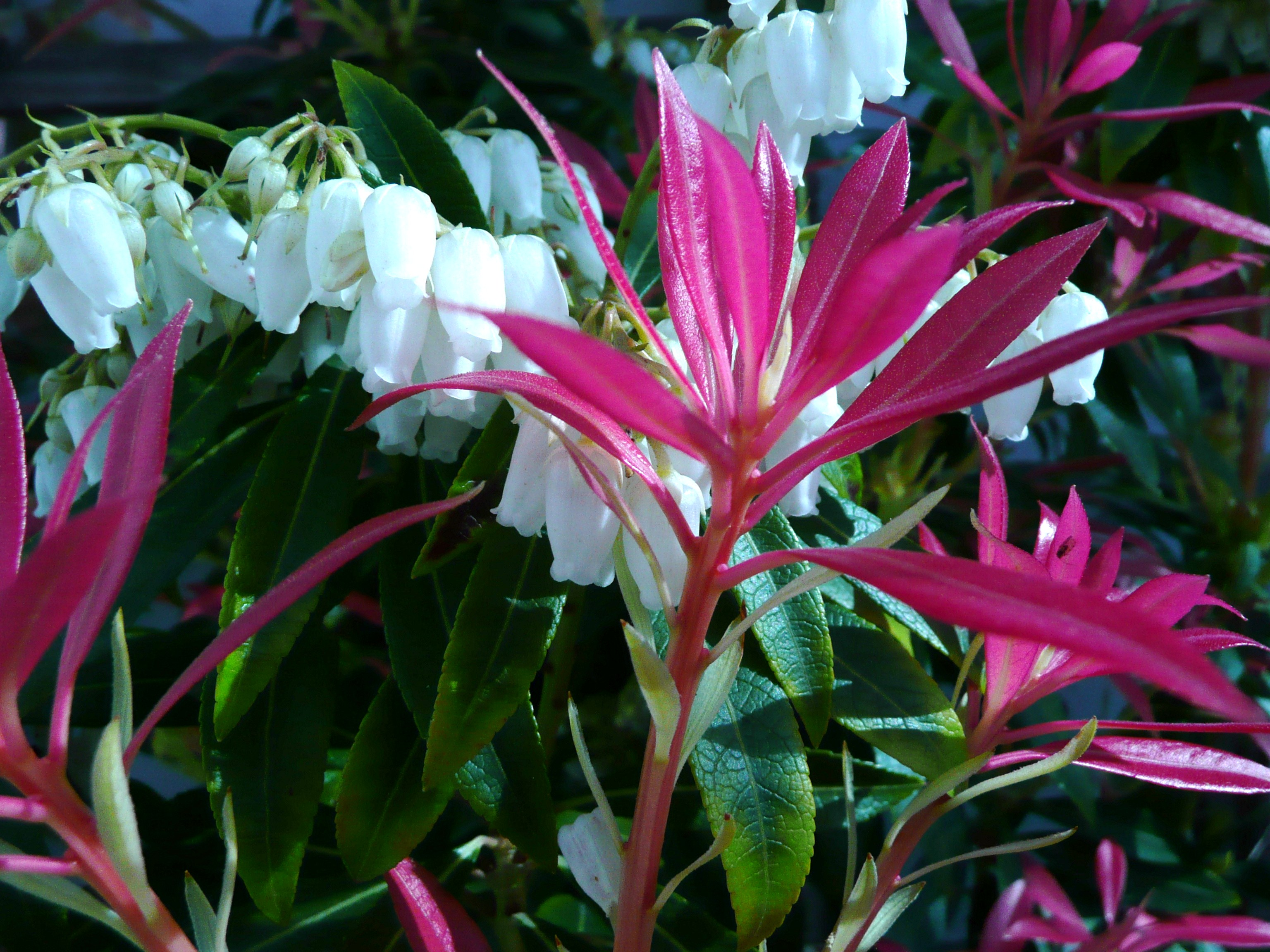